# Heliophila elongata
Heliophila elongata là một loài thực vật có hoa trong họ Cải. Loài này được DC. mô tả khoa học đầu tiên.